# Distrigaz
Distrigas est une entreprise belge fournissant du gaz à d'autres fournisseurs de gaz naturel et directement à des industries.
Distrigas était une filiale de Suez jusqu'au 29 mai 2008, date à laquelle elle a été revendue à la société italienne ENI. Cette vente est une conséquence de la fusion entre Suez et Gaz de France, GDF Suez.

## Histoire

### Fondation
La société a été créée le 8 janvier 1929 avec le nom de Distrigaz par la société anglaise, ICGA (Imperial Continental Gas Association) qui voulait relier par une canalisation haut débit les réseaux de ses filiales « Antwerpsche Gas Maatschapij », « Société provinciale de gaz et d'électricité », et « Société d'électricité et de gaz de l'agglomération bruxelloise (Elecrogaz) » et les Cokeries qu'elle possédait à Grimbergen, au Nord de Bruxelles (cokeries de Pont-Brûlé).
« À la même époque, la société Gazelec envisageait de conduire le gaz produit par sa filiale, les Cokeries du Marly, vers ses concessions de Bruxelles et Malines. Et simultanément, un groupe de charbonnages borains liés à la Société générale construisait des batteries cokières communes à Tertre. L'idée d'associer ces trois projet revient sans doute à l'ingénieur Alexandre Galopin, directeur de la Société générale. Celui-ci semble d'ailleurs s'être inspiré de la société allemande Ruhrgas, créée en 1926 pour alimenter les entreprises du plus important bassin sidérurgique allemand.
Par une convention passée en juillet 1929, la Société générale, l'ICGA et Gazelec décidèrent d'assumer ensemble la construction et la gestion d'une canalisation traversant la Belgique du Nord au Sud, entre Anvers et le Borinage. Les trois groupes renonçaient en outre à se faire concurrence dans le domaine de la distribution du gaz et s'engageaient à respecter les situations acquises »
Le capital de Distrigaz est alors détenu par l'ICGA (41 %), Gazelec (26,4 %), La Société générale de Belgique (29,8 %)

### Expansion

L'ancienne marque de l'entreprise

Distrigaz se constitue comme une société de grand transport.
Conçue comme une coopérative, la société était tenue d'acheter tout le gaz produit par les cokeries
Deux autres société sont créées : 
- En 1930, Savgaz des usines sidérurgiques Cockerill et de Favgaz du groupe Empain, concessionnaire de la distribution du gaz à Liège
- En 1938, La Compagnie régionale de transport d'énergie en Flandre-Orientale, exploitant le gaz produit par la cokerie de Zeebruges.

En 1939, Distrigaz exploite 376 km de réseau sur les 600 km que compte la Belgique et 300 millions de m3 sont transportés par celle-ci.
Jusqu'en 1950, la croissance de la consommation de gaz resta faible pour passer en 1957 à 980 millions de m3
Le gaz est concurrencé dans le domaine de la cuisine, par le charbon, l'électricité, et le gaz de pétrole liquéfié (GPL). Dans celui de l'eau chaude, par le mazout et l'électricité. Le chauffage sera désormais assuré par le gaz. Pour répondre à une demande plus élastique, subissant des variations saisonnières et même journalières, les gaziers se fournissent en grisou, gaz de pétrole liquéfié (GPL), gaz de raffinerie de pétrole. Toutefois, les disponibilités en gaz restent liées à l'activité d'autres industries (sidérurgie, pétrochimie, charbon).
En 1963, Distrigaz est détenue par le holding électrique Electrobel qui a repris la participation de Gazelec,  Le holding Traction et électricité dépositaire de la Société générale de Belgique, et ICGA.

### Le gaz naturel
À partir de 1965 arrive le gaz naturel dont le pouvoir calorifique est double de celui du gaz de cokerie (9000 cal/m3 contre 4250). Distrigaz s'alimente en gaz naturel aux Pays-Bas. En 1971, l'ensemble du réseau de distribution est converti au gaz naturel. En 1973, à la suite du premier choc pétrolier qui oblige à diversifier ses sources d'approvisionnement, Distrigaz s'alimente en Norvège. En 1975, la Belgique s'alimente en Algérie. Des gazoducs sont construits, le méthanier Methania (1982) est construit et Zeebruges est aménagée en port méthanier (1987).
En 1980, Distrigaz assure la totalité de l'approvisionnement, du transport et du stockage du gaz en Belgique.
À partir de 1975, la participation de l'État Belge dans Distrigaz est de plus en plus importante (50 %). En 1994, Tractebel (depuis 2003, Suez) rachète les parts de l'État.
En 1995, les fournisseurs de Distrigaz sont les Pays-Bas (35 %), La Norvège (22 %), l'Algérie (33 %), l'Allemagne (5 %) et Abu Dhabi (5 %). Distrigaz fournit désormais le Luxembourg (via le gazoduc Berneau Bastogne Luxembourg) (1993) et l'Angleterre (Via l'interconnector (en)).

### Libéralisation des marchés
En 2001, dans le cadre de la libéralisation des marchés du gaz et de l'électricité, les activités de transport de Distrigaz sont déléguées à une nouvelle société Fluxys.
Distrigaz devient alors une entreprise de négoce, filiale du groupe Suez jusqu'au 29 mai 2008, date à laquelle elle a été revendue à la société italienne ENI qu'elle renomme Eni Gaz & Power Belgium s.a.
Cette vente est une conséquence de la fusion entre Suez et Gaz de France, GDF Suez.